# Bahnstrecke Zittau–Hagenwerder
| |                                    |                                               |                                              |
| Streckennummer: | 6589; sä. ZN                       |                                               |                                              |
| Kursbuchstrecke (DB): | 220                                |                                               |                                              |
| Kursbuchstrecke: | 135n (1934) 160e (1946) 241 (1968) |                                               |                                              |
| Streckenlänge: | 23,605 km                          |                                               |                                              |
| Spurweite: | 1435 mm (Normalspur)               |                                               |                                              |
| Maximale Neigung: | 15,87 ‰                            |                                               |                                              |
| Minimaler Radius: | 330 m                              |                                               |                                              |
| Streckengeschwindigkeit: | 80 km/h                            |                                               |                                              |
| |                                    |                                               |                                              |
| \| \| \| von Löbau \| \| \| \| 0,008 \| Zittau \| 262 m \| \| \| \| nach Liberec \| \| \| \| 2,720 \| Abzw Eckartsberg \| Abzw Eckartsberg \| \| \| 5,165 \| Drausendorf \| 230 m \| \| \| 7,081 \| Hirschfelde (bis 2007) \| Hirschfelde (bis 2007) \| \| \| 7,720 \| Hirschfelde (seit 2007) \| 222 m \| \| \| 8,3770,200 \| Neißebrücke (Staatsgrenze Deutschland–Polen) \| Neißebrücke (Staatsgrenze Deutschland–Polen) \| \| \| \| von Bogatynia \| \| \| \| 0,03026,118 \| Abzw Trzciniec Zgorzelecki \| Abzw Trzciniec Zgorzelecki \| \| \| \| Rohnau \| 224 m \| \| \| 24,9309,767 \| Neißebrücke (Staatsgrenze Polen–Deutschland) \| Neißebrücke (Staatsgrenze Polen–Deutschland) \| \| \| 9,960 \| Rosenthal \| 220 m \| \| \| 10,02724,674 \| Neißebrücke (Staatsgrenze Deutschland–Polen) \| Neißebrücke (Staatsgrenze Deutschland–Polen) \| \| \| 19,170 \| Bratków Zgorzelecki früher Marienthal (Sachs) \| 223 m \| \| \| 17,514 \| Krzewina Zgorzelecka früher Ostritz \| 207 m \| \| \| 14,4370,000 \| Abzw Ręczyn \| Abzw Ręczyn \| \| \| \| nach Mikułowa \| \| \| \| 0,68920,958 \| Neißebrücke (Staatsgrenze Polen–Deutschland) \| Neißebrücke (Staatsgrenze Polen–Deutschland) \| \| \| 23,140 \| ehem. Landesgrenze Sachsen–Preußen \| ehem. Landesgrenze Sachsen–Preußen \| \| \| \| Pließnitzbrücke \| \| \| \| \| von Seidenberg (Zawidów) \| \| \| \| 23,613 \| Hagenwerder bis 1936: Nikrisch \| 195 m \| \| \| \| nach Görlitz \| \| \| \| \| \| \| \| ehemals zweigleisige Strecke \| \| \| \| |                                    |                                               |                                              |
| Strecke |                                    | von Löbau                                     | von Löbau                                    |
| Bahnhof | 0,008                              | Zittau                                        | 262 m                                        |
| Abzweig geradeaus und nach rechts |                                    | nach Liberec                                  | nach Liberec                                 |
| ehemalige Blockstelle | 2,720                              | Abzw Eckartsberg                              | Abzw Eckartsberg                             |
| ehemaliger Haltepunkt / Haltestelle | 5,165                              | Drausendorf                                   | 230 m                                        |
| ehemaliger Bahnhof | 7,081                              | Hirschfelde (bis 2007)                        | Hirschfelde (bis 2007)                       |
| Haltepunkt / Haltestelle | 7,720                              | Hirschfelde (seit 2007)                       | 222 m                                        |
| Grenze auf Brücke über Wasserlauf | 8,3770,200                         | Neißebrücke (Staatsgrenze Deutschland–Polen)  | Neißebrücke (Staatsgrenze Deutschland–Polen) |
| Abzweig geradeaus und von rechts |                                    | von Bogatynia                                 | von Bogatynia                                |
| Blockstelle | 0,03026,118                        | Abzw Trzciniec Zgorzelecki                    | Abzw Trzciniec Zgorzelecki                   |
| ehemaliger Haltepunkt / Haltestelle |                                    | Rohnau                                        | 224 m                                        |
| Grenze auf Brücke über Wasserlauf | 24,9309,767                        | Neißebrücke (Staatsgrenze Polen–Deutschland)  | Neißebrücke (Staatsgrenze Polen–Deutschland) |
| ehemaliger Haltepunkt / Haltestelle | 9,960                              | Rosenthal                                     | 220 m                                        |
| Grenze auf Brücke über Wasserlauf | 10,02724,674                       | Neißebrücke (Staatsgrenze Deutschland–Polen)  | Neißebrücke (Staatsgrenze Deutschland–Polen) |
| ehemaliger Haltepunkt / Haltestelle | 19,170                             | Bratków Zgorzelecki früher Marienthal (Sachs) | 223 m                                        |
| Bahnhof | 17,514                             | Krzewina Zgorzelecka früher Ostritz           | 207 m                                        |
| Blockstelle | 14,4370,000                        | Abzw Ręczyn                                   | Abzw Ręczyn                                  |
| Abzweig geradeaus und nach rechts |                                    | nach Mikułowa                                 | nach Mikułowa                                |
| Grenze auf Brücke über Wasserlauf | 0,68920,958                        | Neißebrücke (Staatsgrenze Polen–Deutschland)  | Neißebrücke (Staatsgrenze Polen–Deutschland) |
| ehemalige Grenze | 23,140                             | ehem. Landesgrenze Sachsen–Preußen            | ehem. Landesgrenze Sachsen–Preußen           |
| Brücke über Wasserlauf |                                    | Pließnitzbrücke                               | Pließnitzbrücke                              |
| Abzweig geradeaus und ehemals von rechts |                                    | von Seidenberg (Zawidów)                      | von Seidenberg (Zawidów)                     |
| Bahnhof | 23,613                             | Hagenwerder bis 1936: Nikrisch                | 195 m                                        |
| Strecke |                                    | nach Görlitz                                  | nach Görlitz                                 |
| |                                    |                                               |                                              |
| ehemals zweigleisige Strecke |                                    |                                               |                                              |

Die Bahnstrecke Zittau–Hagenwerder ist eine Nebenbahn in Sachsen, die ursprünglich von der Berlin-Görlitzer Eisenbahn-Gesellschaft erbaut und betrieben wurde. Sie verläuft von Zittau entlang der Lausitzer Neiße über Ostritz nach Hagenwerder (bis 1936: Nikrisch), wo sie in die ehemalige Hauptbahn Görlitz–Seidenberg einmündet. Teile der Strecke befinden sich seit 1945 auf polnischem Staatsgebiet.

## Geschichte
Erste Bemühungen, eine Eisenbahn zwischen Zittau im sächsischen Teil der Oberlausitz und Görlitz im seit 1815 preußischen Teil der Oberlausitz zu bauen, datieren schon von 1860. In jenem Jahr stellte die Stadt Görlitz eine Petition an das preußische Abgeordnetenhaus, bei der sächsischen Regierung die Genehmigung zum Bau zu erlangen. Im Jahr 1867 bemühte sich auch die Berlin-Görlitzer Eisenbahn um die Konzession für eine Fortführung ihrer Bahn bis Zittau, die von der preußischen Regierung jedoch abschlägig beschieden wurde.
Erst im Zusammenhang mit dem geplanten Bau der Strecke Görlitz–Seidenberg der Berlin-Görlitzer Eisenbahngesellschaft wurde am 13. August 1873 auch eine Zweigbahn nach Zittau konzessioniert. Ein Staatsvertrag zwischen Sachsen und Preußen regelte die Bedingungen für den Bau und Betrieb.
Am 1. Juni 1875 ging die Strecke Görlitz–Seidenberg in Betrieb, die Zweigbahn nach Zittau folgte am 15. Oktober 1875.
Am 1. Mai 1882 ging die Betriebsführung der Strecke von der Berlin-Görlitzer Eisenbahn an die Preußische Staatseisenbahn über. Die endgültige Verstaatlichung der Berlin-Görlitzer Eisenbahn folgte am 1. Januar 1883.

Ein Reisezug in Richtung Zittau am Haltepunkt Rohnau (1907)

Als im Jahr 1895 die insolvente thüringische Weimar-Geraer Eisenbahn zum Verkauf stand, verzichtete Sachsen zugunsten Preußens auf deren Erwerbung. Im Gegenzug bot man Sachsen die Strecke Zittau–Nikrisch zu sehr günstigen Bedingungen an. Der sächsische Landtag genehmigte diesen Tauschhandel, so dass die Strecke Zittau–Nikrisch ab 1. April 1896 in sächsisches Staatseigentum überging. Im sächsischen Streckenbezeichnungsschema wurde die Strecke fortan mit dem Kürzel ZN geführt.
Am 15. Juni 1924 wurde die bisherige Hauptbahn zur Nebenbahn abgestuft.
Nach der Angliederung des Sudetenlandes am 1. Oktober 1938 an Deutschland begann wegen des erwarteten Verkehrszuwachses der zweigleisige Ausbau der Strecke, der wegen des im Jahr 1939 begonnenen Zweiten Weltkrieges allerdings nicht mehr fertiggestellt wurde.
Ab 2. November 1938 wurde das zweite Gleis Abzw Eckartsberg–Hirschfelde in Betrieb genommen. Am 12. Januar 1942 folgte noch der kurze Abschnitt von Zittau bis Abzw Eckartsberg.
Nach dem Ende des Zweiten Weltkrieges kamen die östlich der Lausitzer Neiße gelegenen Gebiete mit einem Teil der Strecke zu Polen. Im Jahr 1948 gingen die Streckenabschnitte zwischen den Kilometern 8,4 und 9,8 sowie 10,0 und 21,0 an die Polnischen Staatsbahnen (PKP) über. Der deutsche Zugverkehr wird seitdem im privilegierten Durchgangsverkehr durchgeführt.

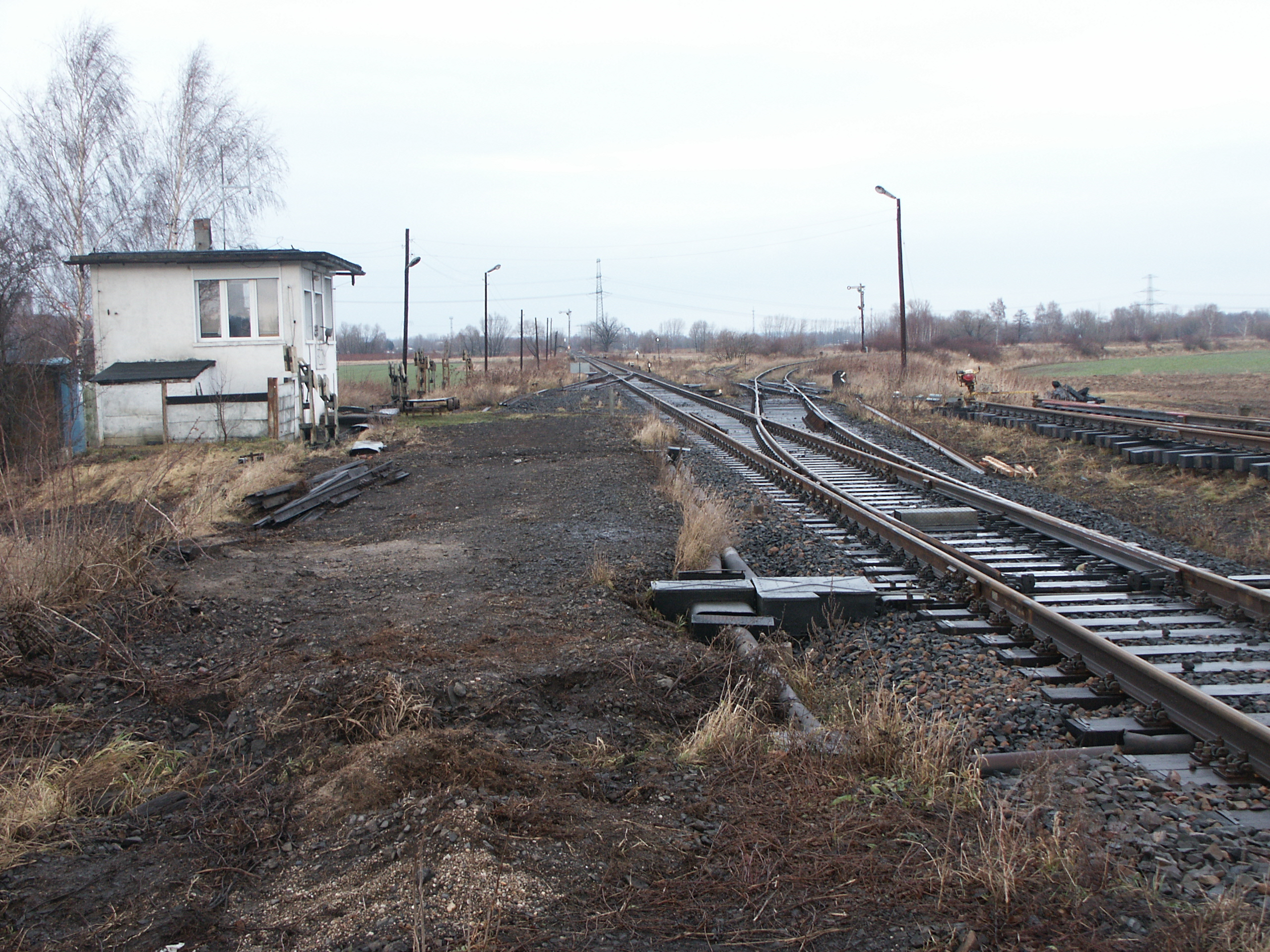
Abzweig Ręczyn, Blick in Richtung Norden (2007)

Zunächst wurde der Güterverkehr wieder aufgenommen, ab 1948 auch der Personenverkehr auf deutscher Seite, die Züge hielten jedoch nicht auf dem polnischen Abschnitt. Ab 1950 hielten die Züge wieder im Bahnhof von Ostritz, der nun den polnischen Namen Krzewina Zgorzelecka trug. Von dort war der Fußweg über eine Fußgängerbrücke ins deutsche Ostritz möglich.
Die PKP baute auf ihrer Seite einen Anschluss an die Strecke, um Braunkohlevorkommen besser erschließen zu können. Bei Ręczyn wurde eine Verbindung ins Netz erstellt und kurz vor der Grenze bei Hirschfelde ein Abzweig nach Bogatynia. Auf dieser Strecke fuhren fortan polnische Güter- und Personenzüge.

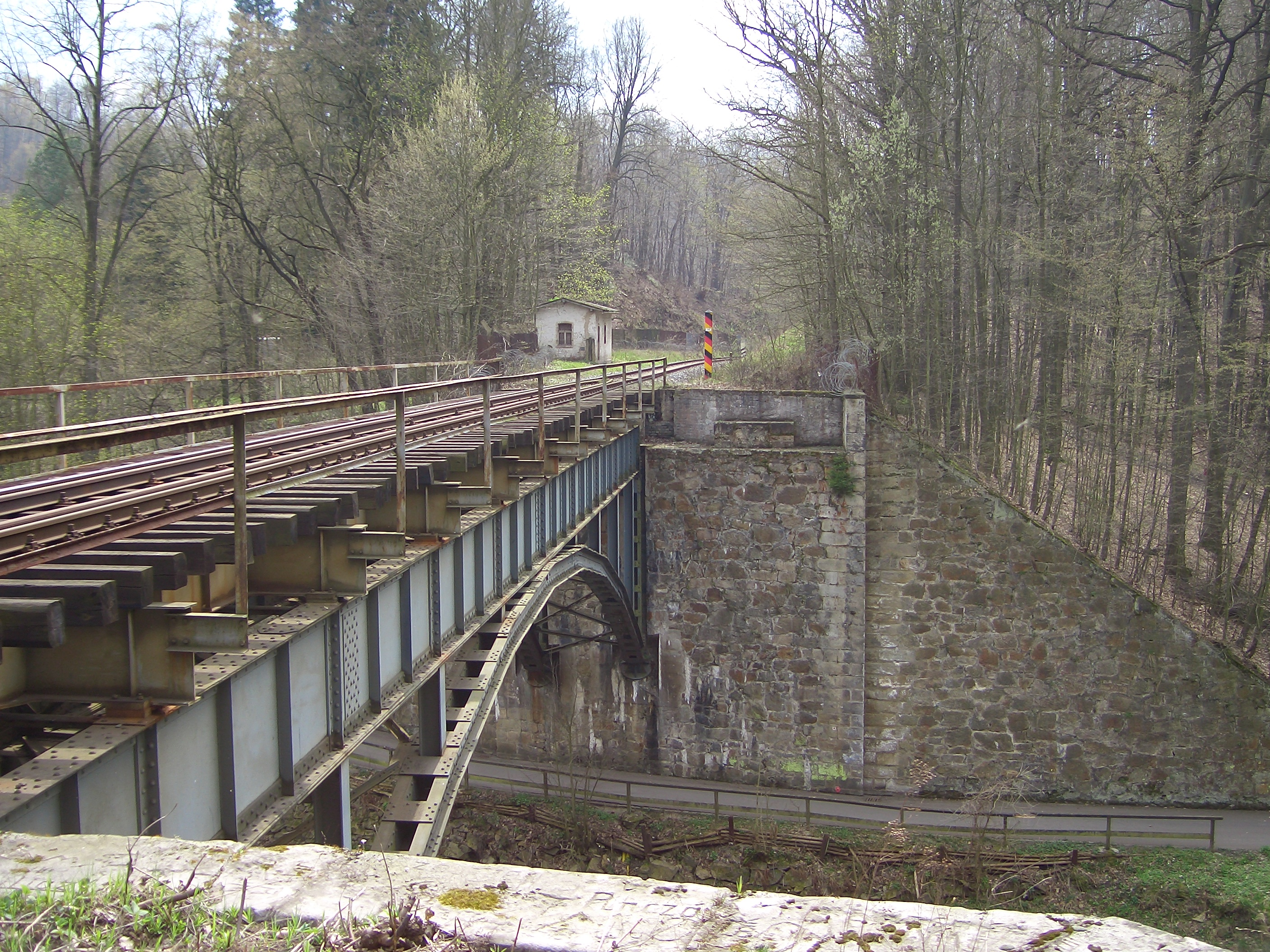
Neiße-Brücke km 10,027 DB / 24,674 PKP am ehem. Haltepunkt Rosenthal (2007)

Eine Besonderheit ist seitdem die Kilometrierung der Strecke. Die PKP integrierte fortan ihren Abschnitt in die fortlaufende Kilometrierung der Bahnstrecke Mikułowa–Bogatynia, die kurzen Grenzabschnitte Hirschfelde–Abzw Trzciniec Zgorzelecki und Abzw Ręczyn–Hagenwerder werden zudem als eigene Strecken geführt. Die Deutsche Reichsbahn betrachtete hingegen die Strecke Zittau–Hagenwerder auch weiterhin als Einheit und behielt damit die alte Kilometrierung von Zittau aus bei. So erklärt sich auch der zweifache Kilometersprung an der Staatsgrenze beim ehemaligen Haltepunkt Rosenthal, wo auf den 250 Metern, auf denen die Strecke am westlichen Neißeufer verläuft, deutsche Abteilungszeichen aufgestellt sind.
Die polnische Staatsbahn PKP hat den Personenverkehr im Jahr 2000 auf ihrem Streckenteil eingestellt. Im Güterverkehr wird die Strecke noch von den PKP bedient, es verkehren Kohleganzzüge vom Tagebau Turów. Die Neißebrücke bei Ostritz ist seit 1995 auch als Grenzübergang in Betrieb, so dass die Züge seitdem auch für polnische Fahrgäste benutzbar sind. Im Jahr 2006 ist die Strecke mit EU- und deutschen Mitteln umfangreich saniert worden.

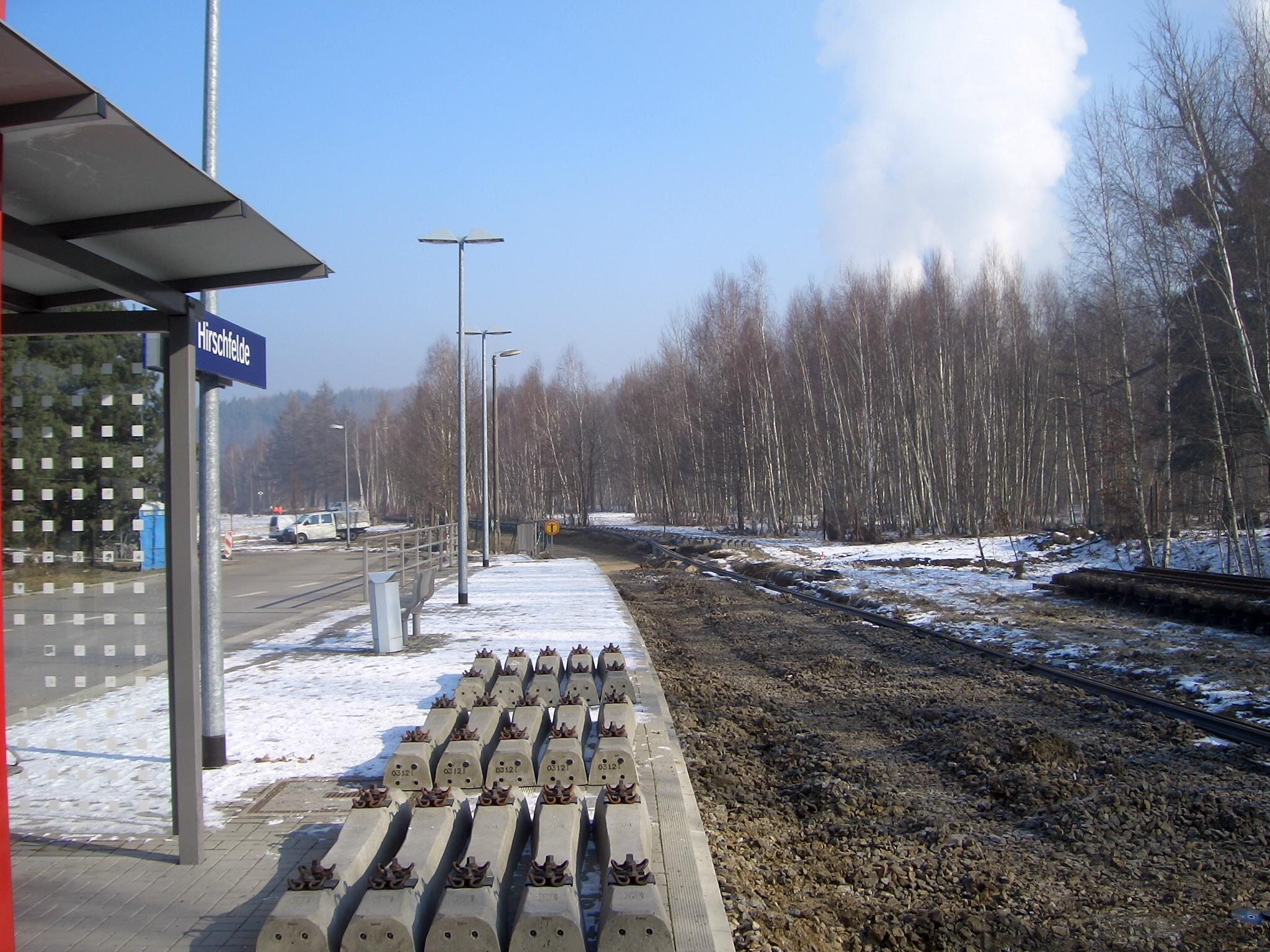
Sanierung der hochwassergeschädigten Gleisanlage am Haltepunkt Hirschfelde (Februar 2011)

Während des Neiße-Hochwassers am 7./8. August 2010 wurde die Strecke an mehreren Stellen überflutet. Der Bahnhof Hirschfelde wurde komplett überspült. Auf dem polnischen Streckenabschnitt bei Krzewina Zgorzelecka wurde die Strecke an mehreren Stellen beschädigt. Ebenso gab es einen massiven Schaden am Gleis bei Radomierzyce. Wie die Sächsische Zeitung am 13./14. November 2010 in der Lokalausgabe Zittau berichtete, sollten die seit dem 7. August unpassierbaren Streckenabschnitte auf polnischem Gebiet ab 19. November 2010 nach umfangreichen Reparaturen wieder befahrbar sein. Damit wurde der Güterzugverkehr vom polnischen Streckennetz zum Kraftwerk am Bahnhof Turoszow nach gut drei Monaten der Unterbrechung wieder möglich. Zwischen Zittau und Görlitz blieb die Strecke wegen starker Schäden zwischen Hagenwerder und Görlitz längerfristig gesperrt. Der Zugverkehr wurde am 1. April 2011 wieder ohne Einschränkungen aufgenommen.
Im August 2021 gab die Wojewodschaft Niederschlesien bekannt, dass der planmäßige Reiseverkehr in der Relation Zgorzelec–Zawidów–Bogatynia zeitnah wieder aufgenommen werden soll. Eine entsprechende Vereinbarung wurde am 30. August 2021 mit der Stadt Bogatynia getroffen.

## Aktueller Betrieb
Auf der Neißetalbahn verkehren stündlich die Züge der Ostdeutschen Eisenbahn (ODEG) der Linie RB65, die mit dem Fahrplanwechsel am 14. Dezember 2008 die Lausitzbahn in der Relation Zittau–Cottbus ablöste. Die Reisezeiten für die Gesamtstrecke betragen eine Stunde und 51 beziehungsweise 52 Minuten, für den Abschnitt Zittau–Görlitz 35 beziehungsweise 37 Minuten. Zugkreuzungen finden regulär in Hagenwerder statt. Im Bahnhof Krzewina Zgorzelecka (Ostritz) erfolgen Zugkreuzungen nur noch außerplanmäßig. Eingesetzt werden in der Regel Dieseltriebwagen der Bauart Siemens Desiro Classic, Baureihe 642.

## Zukunft
Gemäß Maßnahmenpaket der Bundesregierung ist die Strecke im Zuge der Verbindung Görlitz–Zittau zur Elektrifizierung vorgesehen.

## Streckenbeschreibung

### Verlauf

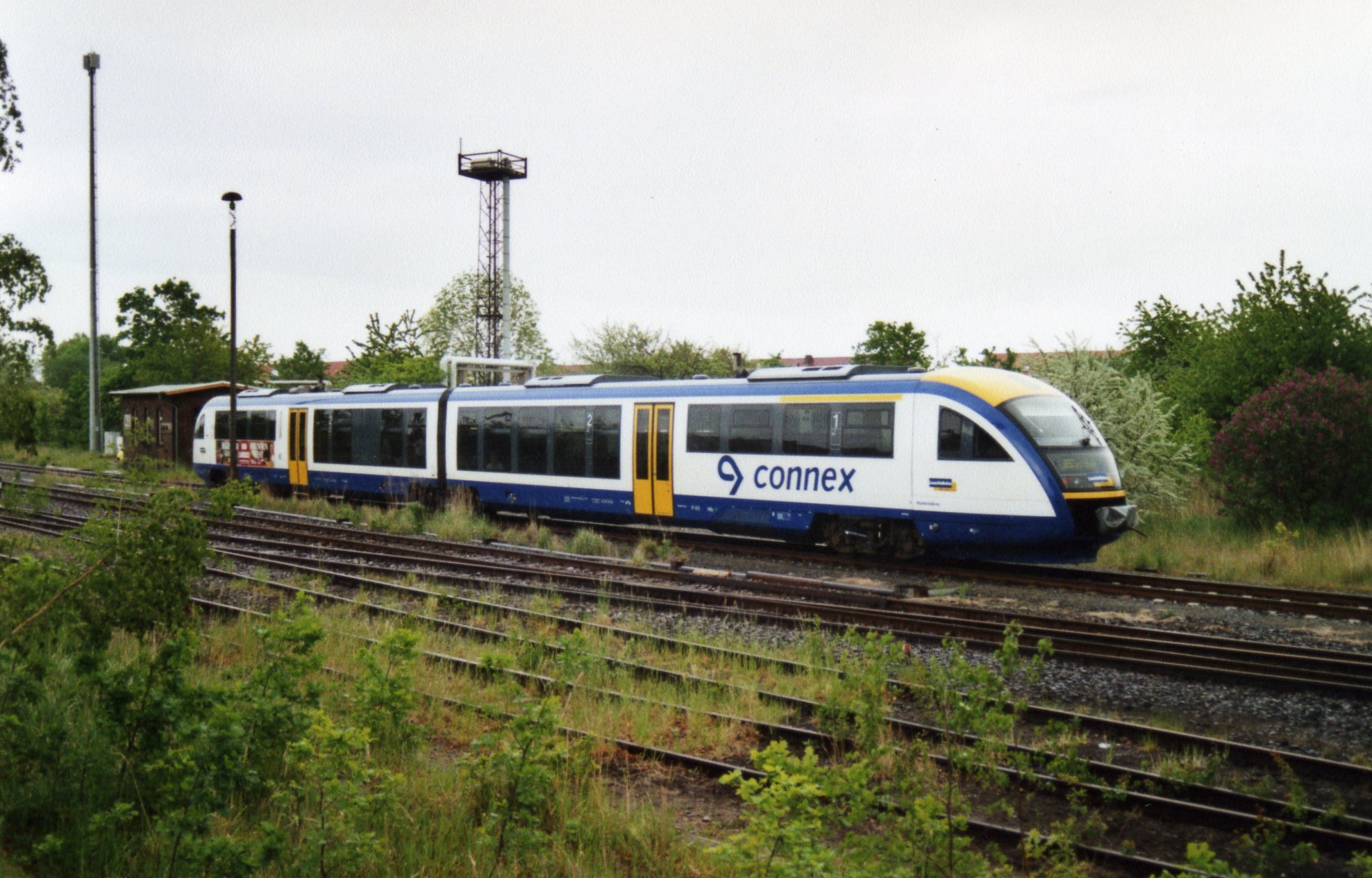
Zug der Lausitzbahn bei der Einfahrt in den Bahnhof Hagenwerder (2007)

Die Strecke verlässt den Bahnhof Zittau nordostwärts. Fast geradlinig führt die Strecke nun durch Wiesen und Felder nach Hirschfelde. Dort wird das erste Mal im Streckenverlauf die Neiße überquert und das Gleis führt nun über polnisches Territorium. Von rechts mündet die heute nur dem Güterverkehr dienende PKP-Strecke von Bogatynia (Reichenau) ein. Auf den folgenden Kilometern führt das Gleis durch das enge, landschaftlich reizvolle Durchbruchstal der Neiße. Am ehemaligen Haltepunkt Rosenthal wird die Neiße bei einer Flussschleife zweimal überquert, was zu dem Kuriosum führt, dass sich dort rund 200 Meter der Strecke auch heute noch im Eigentum von DB Netz befinden. Nach dem Bahnhof Krzewina Zgorzelecka – früher Bahnhof Ostritz – zweigt die polnische Strecke nach Zawidów (Seidenberg) ab und es wird ein viertes Mal die Neiße überquert.

### Betriebsstellen
Zittau

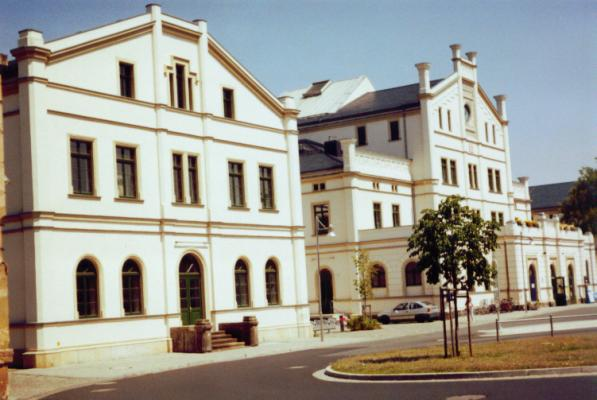
Bahnhof Zittau (2007)

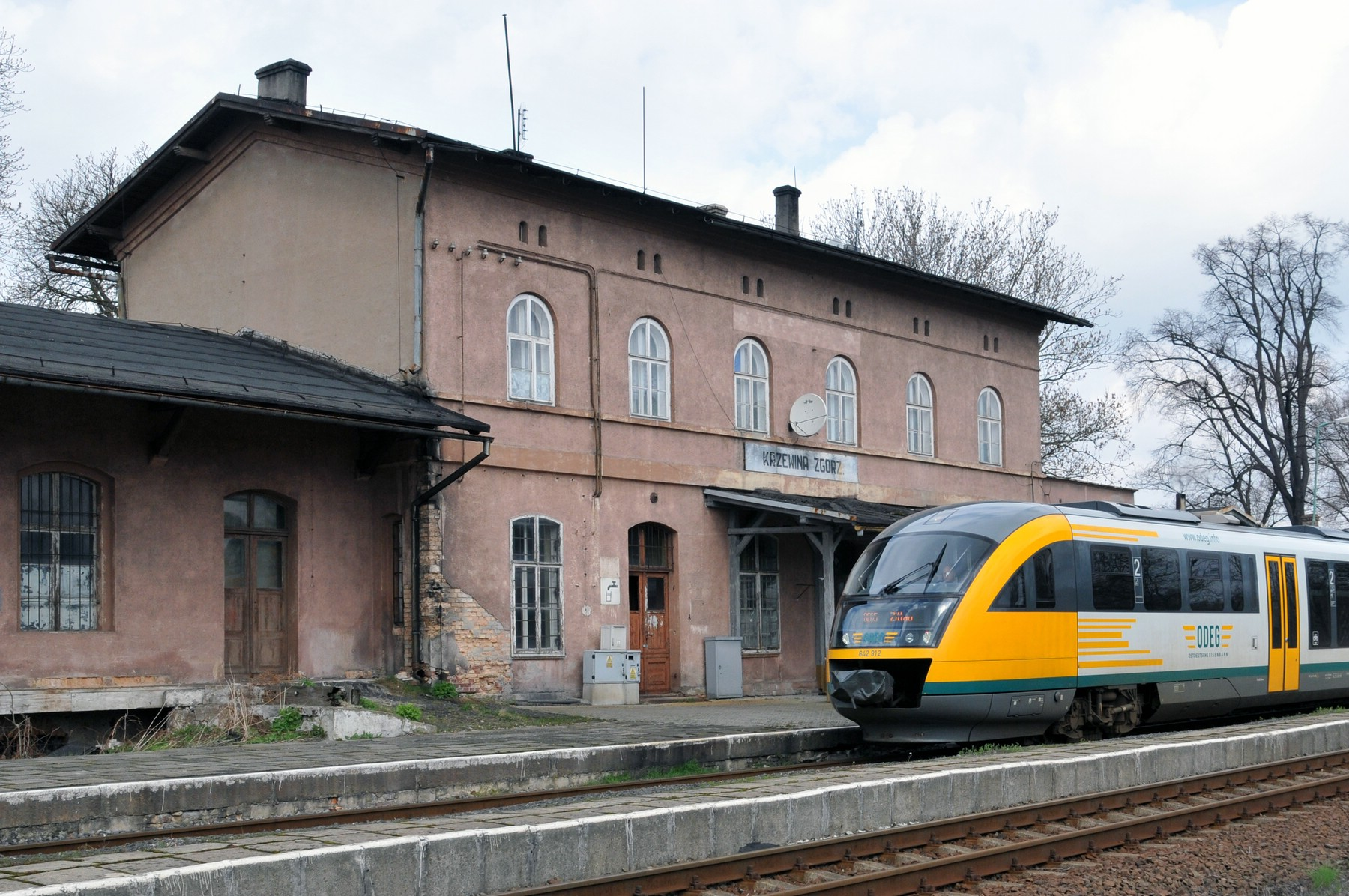
Bahnhof Krzewina Zgorzelecka (2012)

Der Bahnhof Zittau wurde am 10. Juni 1848 von der Löbau-Zittauer Eisenbahngesellschaft als Endpunkt ihrer Strecke von Löbau in Betrieb genommen. Im Laufe der Jahre wurde er mehrmals erweitert. Mit dem Bau der Strecken nach Reichenberg (1859), Warnsdorf (1871), Nikrisch (1873), Reichenau (1884) und Oybin/Jonsdorf (1890) wurde er zum größten Eisenbahnknoten in der südlichen Oberlausitz.
Abzw Eckartsberg
Der Abzweig Eckartsberg war eine Abzweigstelle am Beginn des zweigleisigen Abschnittes nach Hirschfelde. Er bestand nur vom 2. November 1938 bis 12. Januar 1942.
Rohnau
Der Haltepunkt Rohnau entstand 1882 nahe der gleichnamigen Ortschaft Rohnau östlich der Neiße. Über eine Brücke südlich der Station gelangte man zu dem massiv gebauten Dienstgebäude und der hölzernen Wartehalle. Nach der Eröffnung der Fußgängerbrücke über die Neiße nach Rosenthal nutzten zahlreiche Rosenthaler den Rohnauer Haltepunkt, da er dem Ort näher lag. Nach dem Zweiten Weltkrieg wurde der Haltepunkt geplündert und verfiel zusehends. Die Station ist heute kaum noch erkennbar.
Rosenthal
Der Haltepunkt Rosenthal wurde 1884 nahe der beliebten Ausflugsgaststätte von Otto Raspe im Neißeengtal eingerichtet. Nach deren Schließung um 1940 ließ man den Haltepunkt am 1. November 1943 wieder auf. Der ehemalige Haltepunkt liegt heute an dem nur etwa 200 Meter langen deutschen Abschnitt, mit welchem die Strecke eine Neißeschleife abkürzt und so zweimal die Grenze überquert.
Bratków Zgorzelecki
Der Haltepunkt Bratków Zgorzelecki (bis 1945: Marienthal (Sachs)) wurde im Jahr 2000 aufgegeben.
Hagenwerder

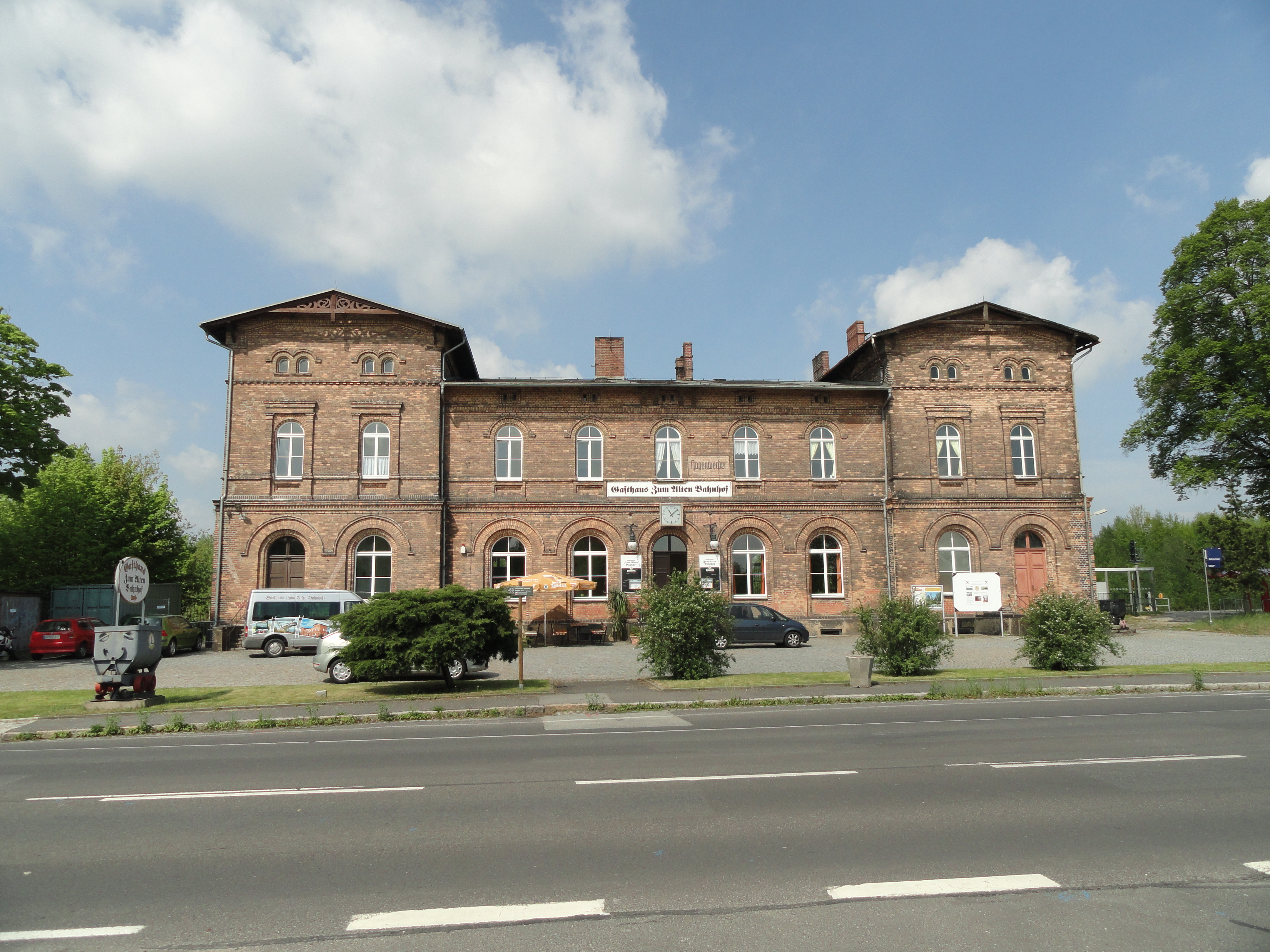
Bahnhof Hagenwerder (2012)

Der Bahnhof Hagenwerder (bis 1936: Nikrisch) existiert seit der Betriebsaufnahme auf der Strecke Görlitz–Seidenberg am 1. Juli 1875. Während der DDR-Zeit wurden über den Bahnhof umfangreiche Transporte für den Bau und Betrieb des nahen Kraftwerkes Hagenwerder abgewickelt.